# Barreau (architecture)
Pour les articles homonymes, voir Barreau (homonymie).

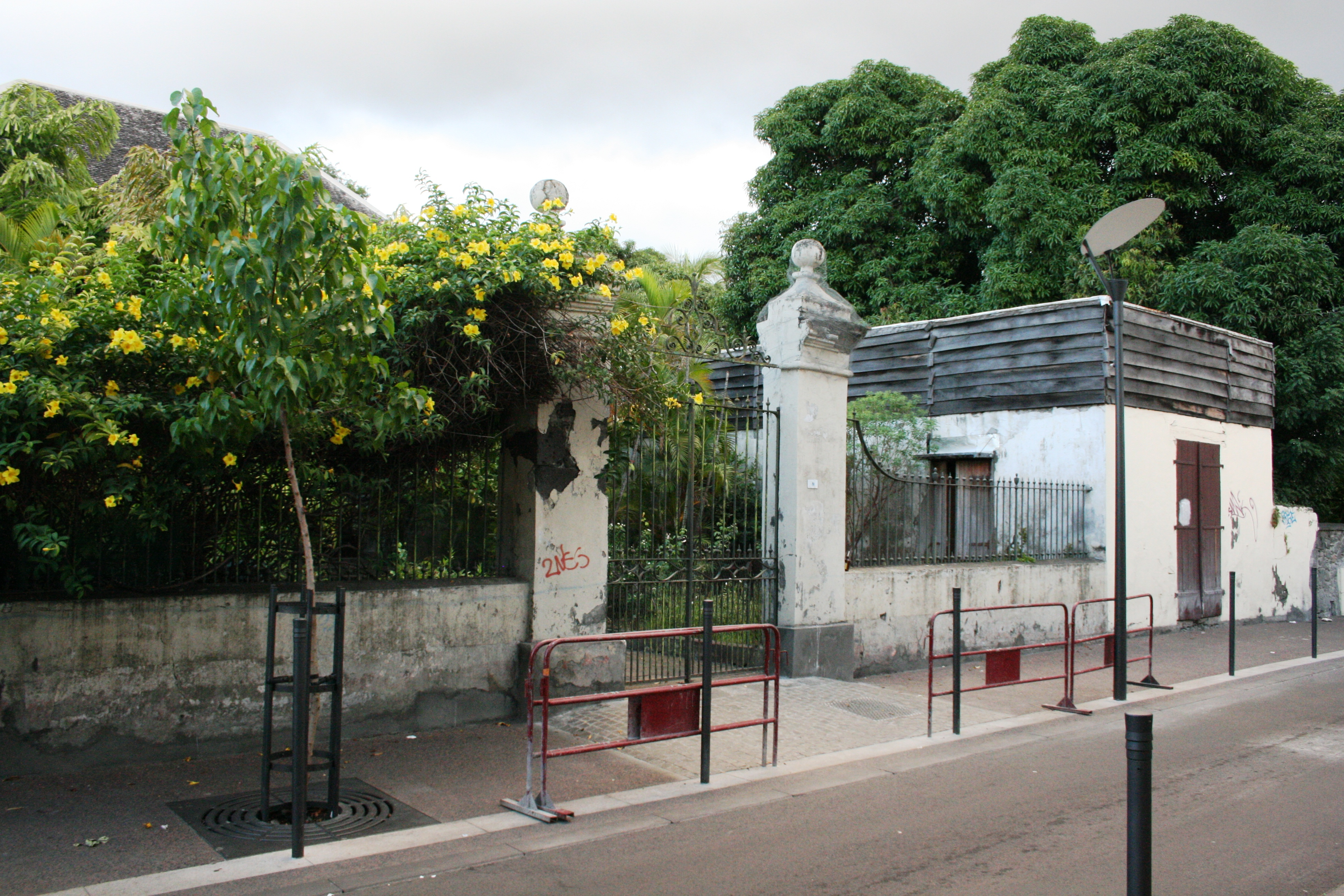
Vue du barreau de la villa Verguin, à Saint-Paul.

Le barreau est le portail en pierre traditionnel des cases créoles de l'île de La Réunion, département et région d'outre-mer français et  région ultrapériphérique de l'Union européenne dans le sud-ouest de l'océan Indien. Il constitue le premier seuil d'accueil des personnes étrangères au logement, avant la varangue, où sont reçus les amis.